# برنيل

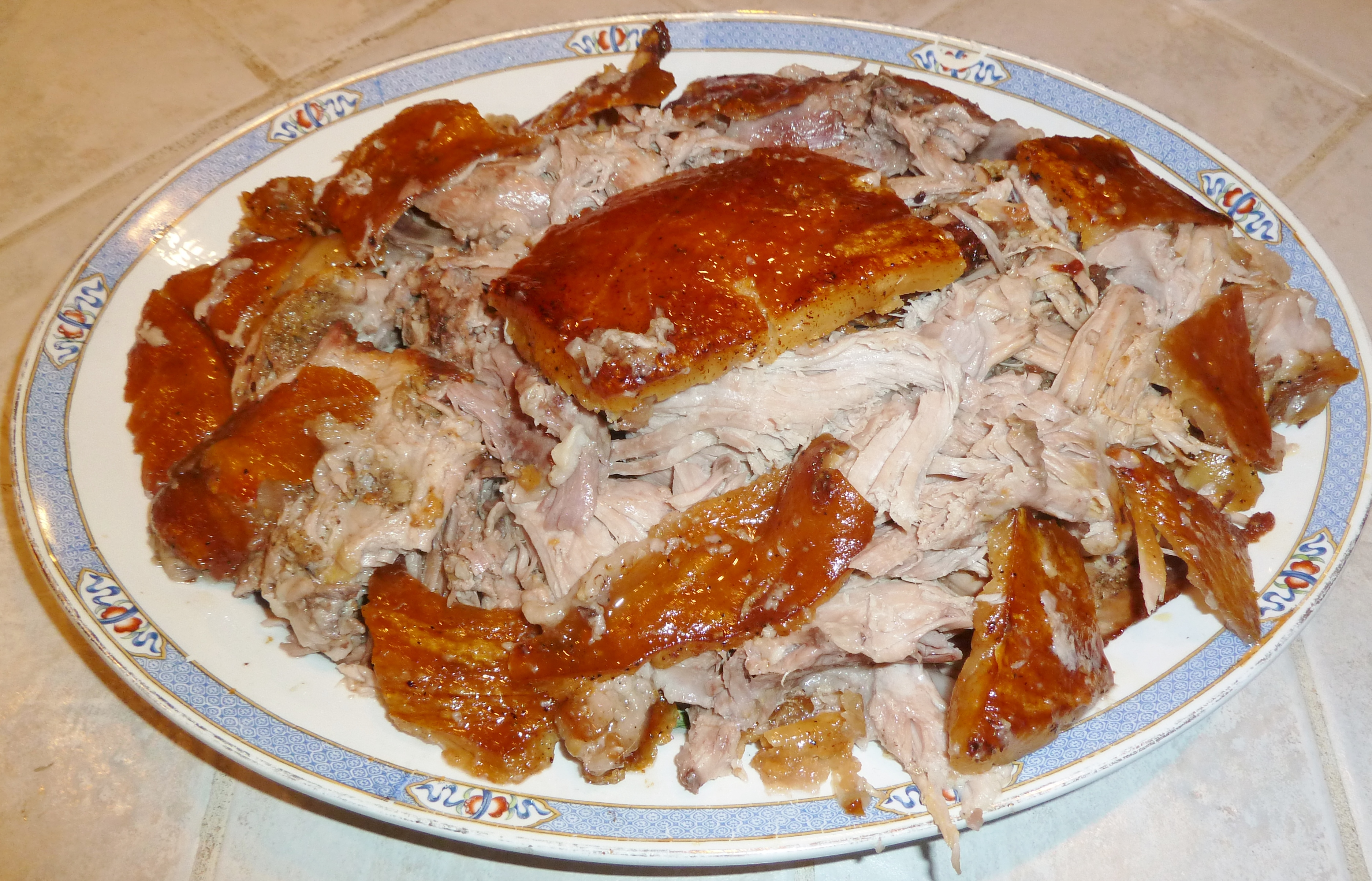
طبق برنيل

برنيل (تَعنيِ بلإسبانيةِ الساق)، برنيل آسادو (تعني الساق المُحمصة)، برنيل آلورنو (تَعنيِ السَاقُ المَخبوزةِ) سَاقُ خِنزيرٍ مُتبلٍ مشويٍ برويّةٍ، أو كَتِفُ خِنزيرٍ.
تُقَدَمُ الأطبَاقُ في مُدنِ أمرِيكا اللاتينيةِ بِشَكلٍ شَائِعٍ في أَعيَادِ المِيلادِ، وعادةً مايكونُ مصحوباً بلأرزٍ.
يُستَخَدمُ كَتِفُ الخِنزيرِ كَقطعَةٍ كَاملةٍ. إنهُ يُتبَلُ في اليَومِ السَابقِ مِنَ تَحمِيِصِه معَ الملحِ، والسوفريتو، و الفُلفُلِ، إضافةً بَسيطةٍ إلى قِطَعِ المَردَقوش وصَلصَة. يُوضَعُ السوفريتو بعمق ضِمنَ اللَحمِ خِلال القِطعِ الصَغيرةِ.
بَعد التَتبيل، تُحمصُ في البِدايةِ اللحمةَ المُغطاةِ بمرَيّة في الفُرنِ لِعِدةِ سَاعاتٍ، وفي المَرحَلةِ الأخيرةِ على دَرجةِ حَرَارةٍ أعلىَ مَع إزالةِ الغِطاءِ للحُصولِ على جلدٍ مُقَرمشٍ.
عندَ الإنتهاءِ، يَسقُطُ اللَحمَ مِنَ العَظمِ، وتُفصَلُ اللَحمةَ الُمقرمِشةَ (كويرو)، خاليةٌ مِنَ الدُهونِ، وتُقدم مُنفَصلةٌ كجلد مُقرمش ( كواريتوس).